# José Serpa
José Rodolfo Serpa Pérez (* 17. April 1979 in Corozal) ist ein kolumbianischer Radrennfahrer.

## Sportliche Laufbahn
Serpa holte seinen ersten Erfolg 2003 bei den Panamerikanischen Spielen 2003, er gewann die Goldmedaille im Zeitfahren. 2004 wurde er dann panamerikanischer Meister in der Mannschaftsverfolgung und im Madison. Bei der Vuelta a Venezuela gewann er im Sommer 2005 eine Etappe. In das neue Jahr startete er hervorragend. Er konnte drei Etappen bei der Vuelta al Táchira gewinnen, worauf er dann einen Vertrag bei Selle Italia-Diquigiovanni erhielt. In seinem ersten Rennen für dieses Tam gewann er zwei Etappen der Tour de Langkawi und belegte Rang sechs in der Gesamtwertung. Er wurde auch panamerikanischer Meister im Straßenrennen in jener Saison. Am Ende der Saison 2006 war er Gesamtsieger der UCI America Tour. 2009 sowie 2012 gewann er die Tour de Langkawi, 2001 den Giro del Friuli und 2012 den Trofeo Laigueglia. 2006 gewann er die Mannschaftsverfolgung bei den Zentralamerika- und Karibikspielen.
Zweimal – 2004 und 2008 – startete José Serpa bei Olympischen Spielen. 2004 bestritt er gemeinsam mit Leonardo Duque das Zweier-Mannschaftsfahren; das Duo belegte Platz 16; 2008 wurde er 40. im Straßenrennen.
2013 startete Serpa bei der Tour de France und belegte Rang 21 in der Gesamtwertung, im Jahr darauf wurde er 48. der Tour. Ende 2015 erklärte er seinen Rücktritt als Radprofi, nachdem er bei seinem Team Lampre-Merida, für das er seit 2013 gefahren war, keinen neuen Vertrag erhalten hatte. Er kehrte nach Kolumbien zurück und startete weiterhin für verschiedene Teams, unter anderem 2018 und 2019 für das UCI Continental Team GW-Shimano, bei Rennen in seiner Heimat. Dabei konnte er noch jeweils einen Etappenerfolg bei der Vuelta al Táchira und der Vuelta a Colombia seinem Palmarès hinzufügen.

## Erfolge
2003
- Panamerikameister – Einzelzeitfahren
- Panamerikanische Spiele – Einzelzeitfahren

2004
- Panamerikanischer Meister – Mannschaftsverfolgung
- Panamerikanischer Meister – Madison (mit John Fredy Parra)

2005
- eine Etappe Vuelta a Venezuela

2006
- drei Etappen Vuelta al Táchira
- zwei Etappen Tour de Langkawi
- Panamerikameister – Straßenrennen
- Zentralamerika- und Karibikspiele – Einzelzeitfahren
- Gesamtsieger UCI America Tour

2007
- eine Etappe Vuelta al Táchira

2008
- eine Etappe Tour de Langkawi
- eine Etappe Vuelta a Venezuela
- Gesamtwertung und zwei Etappen Clásico Ciclístico Banfoandes

2009
- eine Etappe Tour de San Luis
- Gesamtwertung und eine Etappe Tour de Langkawi
- eine Etappe Vuelta a Venezuela

2010
- eine Etappe Settimana Internazionale
- eine Etappe Settimana Ciclistica Lombarda

2011
- eine Etappe Tour de San Luis
- Giro del Friuli
- Mannschaftszeitfahren Settimana Internazionale

2012
- Gesamtwertung und zwei Etappen Tour de Langkawi

2014
- Trofeo Laigueglia

2017
- eine Etappe Vuelta a Colombia

2018
- Gesamtwertung Vuelta a Antioquia
- eine Etappe und Bergwertung Vuelta al Táchira

## Grand Tour Gesamtwertung
| Grand Tour            | 2006 | 2007 | 2008 | 2009 | 2010 | 2011 | 2012 | 2013 | 2014 | 2015 |
| --------------------- | ---- | ---- | ---- | ---- | ---- | ---- | ---- | ---- | ---- | ---- |
| Giro d’ItaliaGiro     | 31   | –    | 26   | 12   | 30   | 52   | 87   | 27   | –    | –    |
| Tour de FranceTour    | –    | –    | –    | –    | –    | –    | –    | 21   | 48   | 116  |
| Vuelta a EspañaVuelta | –    | –    | –    | –    | –    | –    | –    | –    | –    | –    |